# A Century of Love
"A Century of Love" är en låt framförd av Geta Burlacu. Den är skriven av Oleg Baraliuc och Viorica Demici.
Låten var Moldaviens bidrag i Eurovision Song Contest 2008 i Belgrad i Serbien. I semifinalen den 20 maj slutade den på elfte plats med 36 poäng vilket inte var tillräckligt för att gå vidare till finalen.